# Afrika-Cup 1992
Der Afrika-Cup 1992 (englisch: African Cup of Nations, franz.: Coupe d’Afrique des Nations) war die 18. Ausspielung der afrikanischen Kontinentalmeisterschaft im Fußball und fand vom 12. bis 26. Januar im Senegal statt. Organisiert vom afrikanischen Fußball-Kontinentalverband Confédération Africaine de Football (CAF) nahmen erstmals zwölf Mannschaften Ägypten, Algerien, Elfenbeinküste, Ghana, Kamerun, Kenia, Republik Kongo, Marokko, Nigeria, Sambia, Senegal und Zaire teil.
Wie in den Jahren zuvor fand auch eine Qualifikation zur Reduzierung des Teilnehmerfeldes mit der neuen Rekordzahl von 37 Bewerbern auf die zwölf Endrundenteilnehmer statt, wobei Gastgeber Senegal und Titelverteidiger Algerien automatisch qualifiziert waren.
→ siehe Hauptartikel: Afrika-Cup 1992/Qualifikation
Die erhöhte Zahl der Endrundenteilnehmer führte auch zu einer Anpassung im Spielmodus. Gespielt wurde von nun an mit vier Gruppen zu je drei Teams. Die beiden besten Mannschaften jeder Gruppe spielten dann ab dem Viertelfinale im K.-o.-System den Turniersieger aus. Die Spiele der Endrunde wurden im Stade de l’Amitié (60.000 Plätze) in Dakar und im Stade Aline Sitoe Diatta (10.000 Plätze) in Ziguinchor ausgetragen.
Die Elfenbeinküste gewann das Turnier, wurde Afrikameister im Fußball und war damit für den erstmals ausgetragenen König-Fahd-Pokal 1992 qualifiziert, den Vorläufer des späteren FIFA-Konföderationen-Pokals.

## Gruppenphase
Alle Spiele jeweils im Rahmen von Doppelveranstaltungen.

### Gruppe A
Alle Spiele in Dakar.
| Pl. | Land    | Sp. | S | U | N | Tore    | Diff. | Punkte |
| --- | ------- | --- | - | - | - | ------- | ----- | ------ |
| 1.  | Nigeria | 2   | 2 | 0 | 0 | 004:200 | +2    | 04:0   |
| 2.  | Senegal | 2   | 1 | 0 | 1 | 004:200 | +2    | 02:20  |
| 3.  | Kenia   | 2   | 0 | 0 | 2 | 001:500 | −4    | 0:40   |

|                               |   |         |           |
| 12. Januar (75.000 Zuschauer) |   |         |           |
| Nigeria                       | – | Senegal | 2:1 (1:1) |
| 14. Januar (8.000 Zuschauer)  |   |         |           |
| Kenia                         | – | Nigeria | 1:2 (0:2) |
| 16. Januar (45.000 Zuschauer) |   |         |           |
| Senegal                       | – | Kenia   | 3:0 (0:0) |

### Gruppe B
Alle Spiele in Dakar.
| Pl. | Land    | Sp. | S | U | N | Tore    | Diff. | Punkte |
| --- | ------- | --- | - | - | - | ------- | ----- | ------ |
| 1.  | Kamerun | 2   | 1 | 1 | 0 | 002:100 | +1    | 03:10  |
| 2.  | Zaïre   | 2   | 0 | 2 | 0 | 002:200 | ±0    | 02:20  |
| 3.  | Marokko | 2   | 0 | 1 | 1 | 001:200 | −1    | 01:30  |

|                               |   |         |           |
| 12. Januar (70.000 Zuschauer) |   |         |           |
| Kamerun                       | – | Marokko | 1:0 (1:0) |
| 14. Januar (11.000 Zuschauer) |   |         |           |
| Marokko                       | – | Zaïre   | 1:1 (0:0) |
| 16. Januar (18.000 Zuschauer) |   |         |           |
| Zaïre                         | – | Kamerun | 1:1 (1:1) |

### Gruppe C
Alle Spiele in Ziguinchor.
| Pl. | Land           | Sp. | S | U | N | Tore    | Diff. | Punkte |
| --- | -------------- | --- | - | - | - | ------- | ----- | ------ |
| 1.  | Elfenbeinküste | 2   | 1 | 1 | 0 | 003:000 | +3    | 03:10  |
| 2.  | Kongo          | 2   | 0 | 2 | 0 | 001:100 | ±0    | 02:20  |
| 3.  | Algerien       | 2   | 0 | 1 | 1 | 001:400 | −3    | 01:30  |

|                              |   |                |           |
| 13. Januar (7.000 Zuschauer) |   |                |           |
| Elfenbeinküste               | – | Algerien       | 3:0 (2:0) |
| 15. Januar (6.000 Zuschauer) |   |                |           |
| Kongo                        | – | Elfenbeinküste | 0:0       |
| 17. Januar (7.000 Zuschauer) |   |                |           |
| Algerien                     | – | Kongo          | 1:1 (1:1) |

### Gruppe D
Alle Spiele in Ziguinchor.
| Pl. | Land    | Sp. | S | U | N | Tore    | Diff. | Punkte |
| --- | ------- | --- | - | - | - | ------- | ----- | ------ |
| 1.  | Ghana   | 2   | 2 | 0 | 0 | 002:000 | +2    | 04:0   |
| 2.  | Sambia  | 2   | 1 | 0 | 1 | 001:100 | ±0    | 02:20  |
| 3.  | Ägypten | 2   | 0 | 0 | 2 | 000:200 | −2    | 0:40   |

|                              |   |         |           |
| 13. Januar (7.000 Zuschauer) |   |         |           |
| Sambia                       | – | Ägypten | 1:0 (0:0) |
| 15. Januar (6.000 Zuschauer) |   |         |           |
| Ghana                        | – | Sambia  | 1:0 (0:0) |
| 17. Januar (7.000 Zuschauer) |   |         |           |
| Ägypten                      | – | Ghana   | 0:1 (0:0) |

## Finalrunde
Alle Spiele im Rahmen von Doppelveranstaltungen (außer Finalspiele) in Dakar.

### Viertelfinale
|                               |   |         |           |
| 19. Januar (30.000 Zuschauer) |   |         |           |
| Nigeria                       | – | Zaïre   | 1:0 (1:0) |
| 19. Januar (45.000 Zuschauer) |   |         |           |
| Kamerun                       | – | Senegal | 1:0 (0:0) |
| 20. Januar (6.000 Zuschauer)  |   |         |           |
| Elfenbeinküste                | – | Sambia  | 1:0 (0:0) |
| 20. Januar (7.000 Zuschauer)  |   |         |           |
| Ghana                         | – | Kongo   | 2:1 (1:0) |

### Halbfinale
|                               |   |         |                      |
| 23. Januar (25.000 Zuschauer) |   |         |                      |
| Elfenbeinküste                | – | Kamerun | 0:0 n. V., 3:1 i. E. |
| 23. Januar (30.000 Zuschauer) |   |         |                      |
| Nigeria                       | – | Ghana   | 1:2 (1:1)            |

### Spiel um Platz 3
|                              |   |         |           |
| 25. Januar (2.000 Zuschauer) |   |         |           |
| Kamerun                      | – | Nigeria | 1:2 (0:0) |

### Finale
|                               |   |       |                        |
| 26. Januar (60.000 Zuschauer) |   |       |                        |
| Elfenbeinküste                | – | Ghana | 0:0 n. V., 11:10 i. E. |

## Beste Torschützen
| Rang | Spieler         | Tore |
| ---- | --------------- | ---- |
| 1    | Rashidi Yekini  | 4    |
| 2    | Abédi Pelé      | 3    |
| 3    | Jules Bocandé   | 2    |
|      | Pierre Tchibota | 2    |
|      | Anthony Yeboah  | 2    |

Weitere 21 Spieler mit je einem Treffer.